# Peter O'Toole
Peter Seamus Lorcan O'Toole, cunoscut ca Peter O'Toole (n. 2 august 1932, Leeds, Anglia, Regatul Unit – d. 14 decembrie 2013, Greater London, Anglia, Regatul Unit) a fost un actor britanic de origine irlandeză, cunoscut pentru rolurile sale memorabile de film, scenă, televiziune și voce, personalitate distinctă din generația „tinerilor furioși” (anii 1950) din Marea Britanie.

## Biografie
Peter Seamus O'Toole s-a născut la 2 august 1932, fiul lui Constance Jane Eliot (născută Ferguson), asistentă medicală scoțiană, și Patrick Joseph "Spats" O'Toole, un irlandez, lucrător în metal, jucător de fotbal și agent de pariuri.
A crescut la Hunslet, Leeds, și a avut o soră mai mare, Patricia.

## Actor de scenă
O’Toole a început să lucreze în teatru, obținând recunoașterea ca actor shakespearian la Bristol Old Vic și cu compania engleză Stage, înainte de a-și face debutul în televiziune în 1954.

## Filmografie
- 1960 Umbre albe (The Savage Innocents), regia Nicholas Ray
- 1962 Lawrence al Arabiei (Lawrence of Arabia), regia David Lean
- 1964 Becket, regia Peter Glenville
- 1966 Cum să furi un milion (How to Steal a Million), regia William Wyler
- 1967 Noaptea generalilor (The Night of the Generals), regia Anatole Litvak
- 1969 Adio, d-le Chips (Goodbye, Mr. Chips), regia Herbert Ross
- 1971 Războiul lui Murphy (Murphy's War), regia Peter Yates
- 1972 Omul din La Mancha
- 1975 Omul Vineri (Man Friday), regia Jack Gold
- 1979 Caligula (film)
- 1987 Ultimul împărat
- 1990 Aripile gloriei
- 1991 Regele Ralph
- 2004 Troia
- 2006 Venus
- 2008 Decanul Spanley
- 2008 Căsuța de Crăciun
- 2012 Cristiada (For Greater Glory: The True Story of Cristiada)

## Premii și nominalizări

### Premiiile Oscar
| An   | Film               | Câștigător                                  | Alte nominalizări |
| ---- | ------------------ | ------------------------------------------- | --- |
| 1962 | Lawrence of Arabia | Gregory Peck – To Kill a Mockingbird        | Burt Lancaster – Birdman of Alcatraz Jack Lemmon – Days of Wine and Roses Marcello Mastroianni – Divorce, Italian Style |
| 1964 | Becket             | Rex Harrison – My Fair Lady                 | Richard Burton – Becket Anthony Quinn – Zorba the Greek Peter Sellers – Dr. Strangelove                                 |
| 1968 | The Lion in Winter | Cliff Robertson – Charly                    | Alan Arkin – The Heart Is a Lonely Hunter Alan Bates – The Fixer Ron Moody – Oliver!                                    |
| 1969 | Goodbye, Mr. Chips | John Wayne – True Grit                      | Richard Burton – Anne of the Thousand Days Dustin Hoffman – Midnight Cowboy Jon Voight – Midnight Cowboy                |
| 1972 | The Ruling Class   | Marlon Brando – The Godfather (declined)    | Michael Caine – Sleuth Laurence Olivier – Sleuth Paul Winfield – Sounder                                                |
| 1980 | The Stunt Man      | Robert De Niro – Raging Bull                | Robert Duvall – The Great Santini John Hurt – The Elephant Man Jack Lemmon – Tribute                                    |
| 1982 | My Favorite Year   | Ben Kingsley – Gandhi                       | Dustin Hoffman – Tootsie Jack Lemmon – Missing Paul Newman – The Verdict                                                |
| 2006 | Venus              | Forest Whitaker – The Last King of Scotland | Leonardo DiCaprio – Blood Diamond Ryan Gosling – Half Nelson Will Smith – The Pursuit of Happyness                      |

### Alte premii
| An   | Premiu                                            | Categoria                                  | Titlu                                            | Rezultat     |
| ---- | ------------------------------------------------- | ------------------------------------------ | ------------------------------------------------ | ------------ |
| 1963 | Academy Award                                     | Best Actor in Lead Role                    | Lawrence of Arabia                               | Nominalizare |
| 1963 | Golden Globes                                     | Best Motion Picture Actor                  | Lawrence of Arabia                               | Nominalizare |
| 1963 | BAFTA Awards                                      | Best British Actor                         | Lawrence of Arabia                               | Câștigat     |
| 1963 | Laurel Awards                                     | Top Male Performance                       | Lawrence of Arabia                               | Nominalizare |
| 1963 | Golden Globes                                     | Best Male Newcomer                         |                                                  | Câștigat     |
| 1964 | David di Donatello Awards                         | Best Foreign Actor                         | Lawrence of Arabia                               | Câștigat     |
| 1965 | Academy Award                                     | Best Actor in Lead Role                    | Becket                                           | Nominalizare |
| 1965 | Golden Globes                                     | Best Motion Picture Actor – Drama          | Becket                                           | Câștigat     |
| 1965 | BAFTA Award                                       | Best British Actor                         | Becket                                           | Nominalizare |
| 1965 | Sant Jordi Awards                                 | Best Performance in Foreign Film           | Becket                                           | Câștigat     |
| 1965 | Laurel Awards                                     | Best Male Performance                      | Becket                                           | Nominalizare |
| 1965 | Laurel Awards                                     | Top Male Star                              |                                                  | Nominalizare |
| 1967 | David di Donatello Awards                         | Best Foreign Actor                         | The Night of the Generals                        | Câștigat     |
| 1968 | New York Film Critics Circle Awards               | Best Actor                                 | The Lion in Winter                               | Nominalizare |
| 1969 | Academy Award                                     | Best Actor in Lead Role                    | The Lion in Winter                               | Nominalizare |
| 1969 | Golden Globes                                     | Best Motion Picture Actor                  | The Lion in Winter                               | Câștigat     |
| 1970 | Academy Award                                     | Best Actor in Lead Role                    | Goodbye, Mr. Chips                               | Nominalizare |
| 1970 | Golden Globes                                     | Best Motion Picture Actor – Musical/Comedy | Goodbye, Mr. Chips                               | Câștigat     |
| 1970 | David di Donatello Awards                         | Best Foreign Actor                         | Goodbye, Mr. Chips                               | Câștigat     |
| 1970 | National Board of Review                          | Best Actor                                 | Goodbye, Mr. Chips                               | Câștigat     |
| 1970 | National Society of Film Critics Awards           | Best Actor                                 | Goodbye, Mr. Chips                               | Nominalizare |
| 1970 | Laurel Awards                                     | Top Male Star                              |                                                  | Nominalizare |
| 1972 | National Board of Review                          | Best Actor                                 | The Ruling Class Man of La Mancha                | Câștigat     |
| 1973 | Academy Award                                     | Best Actor in Lead Role                    | The Ruling Class                                 | Nominalizare |
| 1973 | National Society of Film Critics Awards           | Best Actor                                 | The Ruling Class                                 | Nominalizare |
| 1973 | Golden Globes                                     | Best Motion Picture Actor – Musical/Comedy | Man of La Mancha                                 | Nominalizare |
| 1980 | New York Film Critics Circle Awards               | Best Actor                                 | The Stunt Man                                    | Nominalizare |
| 1981 | Academy Award                                     | Best Actor in Lead Role                    | The Stunt Man                                    | Nominalizare |
| 1981 | Golden Globe                                      | Best Motion Picture Actor – Drama          | The Stunt Man                                    | Nominalizare |
| 1981 | National Society of Film Critics Awards           | Best Actor                                 | The Stunt Man                                    | Câștigat     |
| 1981 | Primetime Emmy Awards                             | Outstanding Lead Actor                     | Masada                                           | Nominalizare |
| 1982 | Golden Globe                                      | Best Performance by an Actor               | Masada                                           | Nominalizare |
| 1982 | Los Angeles Film Critics Association Awards       | Best Actor                                 | My Favorite Year                                 | Nominalizare |
| 1982 | New York Film Critics Circle Awards               | Best Supporting Actor                      | My Favorite Year                                 | Nominalizare |
| 1983 | Academy Award                                     | Best Actor in Lead Role                    | My Favorite Year                                 | Nominalizare |
| 1983 | Golden Globe                                      | Best Actor in Motion Picture               | My Favorite Year                                 | Nominalizare |
| 1983 | National Society of Film Critics Awards           | Best Actor                                 | My Favorite Year                                 | Nominalizare |
| 1984 | Sant Jordi Awards                                 | Best Foreign Film                          | My Favorite Year                                 | Câștigat     |
| 1985 | Razzie Awards                                     | Worst Actor                                | Supergirl                                        | Nominalizare |
| 1987 | CableACE Award                                    | Best Actor                                 | The Ray Bradbury Theatre (For episode "Banshee") | Câștigat     |
| 1987 | Razzie Awards                                     | Worst Supporting Actor                     | Club Paradise                                    | Nominalizare |
| 1988 | David di Donatello Awards                         | Best Supporting Actor                      | The Last Emperor                                 | Câștigat     |
| 1989 | BAFTA Award                                       | Best Actor in Supporting Role              | The Last Emperor                                 | Nominalizare |
| 1999 | Primetime Emmy Awards                             | Outstanding Supporting Actor               | Joan of Arc                                      | Câștigat     |
| 2000 | Golden Globe                                      | Best Performance by an Actor               | Joan of Arc                                      | Nominalizare |
| 2003 | Academy Award                                     | Honorary Award                             |                                                  | Câștigat     |
| 2003 | Primetime Emmy Awards                             | Outstanding Supporting Actor               | Hitler: The Rise of Evil                         | Nominalizare |
| 2003 | DVD Exclusive Awards                              | Best Actor                                 | Global Heresy                                    | Nominalizare |
| 2004 | Irish Film and Television Awards                  | Best Supporting Actor                      | Troy                                             | Câștigat     |
| 2006 | British Independent Film Awards                   | Best Actor                                 | Venus                                            | Nominalizare |
| 2006 | Chicago Film Critics Association                  | Best Actor                                 | Venus                                            | Nominalizare |
| 2006 | Dallas-Fort Worth Film Critics Association Awards | Best Actor                                 | Venus                                            | Nominalizare |
| 2006 | Satellite Awards                                  | Best Actor                                 | Venus                                            | Nominalizare |
| 2006 | Las Vegas Film Critics Society Awards             | Lifetime Achievement Award                 |                                                  | Câștigat     |
| 2007 | Academy Award                                     | Best Actor in Lead Role                    | Venus                                            | Nominalizare |
| 2007 | Golden Globe                                      | Best Performance by an Actor               | Venus                                            | Nominalizare |
| 2007 | BAFTA Award                                       | Best Actor                                 | Venus                                            | Nominalizare |
| 2007 | Broadcast Film Critics Association Awards         | Best Actor                                 | Venus                                            | Nominalizare |
| 2007 | National Society of Film Critics Awards           | Best Actor                                 | Venus                                            | Nominalizare |
| 2007 | Online Film Critics Society Awards                | Best Actor                                 | Venus                                            | Nominalizare |
| 2007 | Screen Actors Guild Awards                        | Best Actor                                 | Venus                                            | Nominalizare |
| 2009 | Irish Film and Television Awards                  | Best Supporting Actor                      | The Tudors                                       | Nominalizare |
| 2009 | Irish Film and Television Awards                  | Best Supporting Actor in Television        | Dean Spanley                                     | Câștigat     |
| 2009 | London Critics Circle Film Awards                 | Best British Supporting Actor              | Dean Spanley                                     | Nominalizare |
| 2009 | New Zealand Film and TV Awards                    | Best Supporting Actor                      | Dean Spanley                                     | Câștigat     |
| 2009 | Monte-Carlo TV Festival                           | Outstanding Actor                          | The Tudors                                       | Nominalizare |